# Ontario New Democratic Party
Die Ontario New Democratic Party (frz. Nouveau Parti démocratique de l'Ontario) ist eine sozialdemokratische politische Partei in der kanadischen Provinz Ontario. Im Gegensatz zu den meisten anderen kanadischen Parteien ist die ONDP ein integraler Bestandteil der Mutterpartei auf Bundesebene, der Neuen Demokratischen Partei Kanadas. Dies bedeutet, dass Mitglieder der Provinzpartei automatisch auch der Bundespartei angehören, was im politischen System Kanadas üblicherweise nicht der Fall ist. Seit den Wahlen im Februar 2025 stellten die Neuen Demokraten 27 von 124 Abgeordneten in der Legislativversammlung von Ontario. Bisher bildeten sie einmal die Regierung, von 1990 bis 1995.

## Geschichte
Gegründet wurde die NDP im Jahr 1932 als Co-operative Commonwealth Federation (CCF), eine Partei des demokratischen Sozialismus. Die CCF Ontarios verstand sich als Nachfolgerin der Koalition der Bauernpartei United Farmers of Ontario (UFO) und der Labour Party, die von 1919 bis 1923 unter Ernest Charles Drury die Regierung in Ontario gebildet hatte. Einzelne Abgeordnete der UFO wechselten zwar zur Ontario Liberal Party, doch die UFO als Organisation beteiligte sich an der Gründung der CCF Ontarios und war kurz mit ihr verbunden. Die Verbindung wurde 1935 aufgelöst, weil die UFO einen wachsenden Einfluss der Kommunisten vermutete. 1934 nahm die CCF erstmals an den Wahlen zur Legislativversammlung von Ontario teil. Sie erreichte 7 % der Stimmen und gewann einen Sitz in Hamilton.
1943 schaffte die CCF den Durchbruch: Sie erreichte 32 % der Stimmen und wurde mit 34 Sitzen zweitstärkste Partei, nur vier Sitze weniger als die Progressive Conservative Party of Ontario, die eine Minderheitsregierung bildete. Vor den Wahlen 1945 setzte der konservative Premierminister George Drew die Ontario Provincial Police ein, um CCF-Parlamentariern nachzuspionieren und um daraufhin in den Zeitungen verleumderische Inserate zu publizieren. Parteichef Ted Jolliffe verglich in einer Radio-Ansprache Drews Methoden mit jenen der Gestapo. Daraufhin rutschte die CCF auf nur noch 8 Sitze ab, konnte aber 1948 die Sitzzahl wieder auf 21 steigern.
Aufgrund des Wirtschaftsbooms in den 1950er Jahren und der antikommunistischen Stimmung während des Kalten Kriegs verlor die CCF an Popularität. Unter Donald C. MacDonald wurde die Partei reformiert und änderte 1961 ihren Namen in New Democratic Party. Sie konnte ihren Wähleranteil kontinuierlich steigern, erreichte bei den Wahlen 1975 einen Anteil von 29 % und drängte die seit 1943 regierenden Konservativen in eine Minderheitsregierung.
1985 verbündete sich die NDP mit den Liberalen und stürzte mit einem Misstrauensvotum Frank Millers konservative Regierung. Sie duldete die neue Minderheitsregierung des liberalen Premierministers David Peterson, beteiligte sich aber nicht an der Regierung. Bei den Wahlen 1990 wurde die NDP erstmals in ihrer Geschichte wählerstärkste Partei Ontarios und errang mit 37,6 % der Stimmen mehr als die Hälfte aller Sitze. Bob Rae wurde Premierminister Ontarios während der größten Rezession seit der Weltwirtschaftskrise. Aus wirtschaftlichen Gründen konnte die NDP viele ihrer Wahlversprechen nicht einlösen und verärgerte dadurch ihre Wählerschaft. Bei den Wahlen 1995 konnte die NDP nur noch 17 Sitze halten und fiel auf den dritten Platz zurück. Seither fand die NDP nie mehr zu ihrer alten Stärke zurück.

## Wahlergebnisse
Ergebnisse bei den Wahlen zur Legislativversammlung:
| Wahl | Sitze total | Gew. Sitze | Anteil |
| ---- | ----------- | ---------- | ------ |
| 1934 | 90          | 1          | 7,0 %  |
| 1937 | 90          | 0          | 5,6 %  |
| 1943 | 90          | 34         | 31,7 % |
| 1945 | 90          | 8          | 22,4 % |
| 1948 | 90          | 21         | 27,0 % |
| 1951 | 90          | 2          | 19,1 % |
| 1955 | 98          | 3          | 16,5 % |
| 1959 | 98          | 5          | 16,7 % |

| Wahl | Sitze total | Gew. Sitze | Stimmen   | Anteil |
| ---- | ----------- | ---------- | --------- | ------ |
| 1963 | 108         | 7          | k. A.     | 15,5 % |
| 1967 | 117         | 20         | k. A.     | 25,9 % |
| 1971 | 117         | 19         | k. A.     | 27,1 % |
| 1975 | 125         | 38         | k. A.     | 28,9 % |
| 1977 | 125         | 33         | k. A.     | 28,0 % |
| 1981 | 125         | 21         | k. A.     | 21,1 % |
| 1985 | 125         | 25         | 865.507   | 23,8 % |
| 1987 | 130         | 19         | 970.813   | 25,7 % |
| 1990 | 130         | 74         | 1.509.506 | 37,6 % |
| 1995 | 130         | 17         | 854.163   | 20,6 % |
| 1999 | 103         | 9          | 551.009   | 12,6 % |
| 2003 | 103         | 7          | 660.730   | 14,7 % |
| 2007 | 107         | 10         | 741.043   | 16,8 % |
| 2011 | 107         | 17         | 980.204   | 22,7 % |
| 2014 | 107         | 21         | 1.144.822 | 23,7 % |
| 2018 | 124         | 40         | 1.925.512 | 33,6 % |
| 2022 | 124         | 31         | 1.072.769 | 23,7 % |
| 2025 | 124         | 27         | 931.796   | 18,6 % |

## Parteivorsitzende
P = Premierminister
- Ted Jolliffe (1942–1953)
- Donald C. MacDonald (1953–1970)
- Stephen Lewis (1970–1978)
- Michael Cassidy (1978–1982)
- Bob Rae (1982–1996) P
- Howard Hampton (1996–2009)
- Andrea Horwath (2009–2022)
- Peter Tabuns (2022–2023 interimistisch)
- Marit Stiles (seit 2023)